# MShell
mShell è un linguaggio di programmazione, orientato agli oggetti, per smartphone con sistema operativo Symbian nelle seguenti versioni:
- Series 60 2nd Edition (Symbian OS v7.0s, v8.0, v8.1)
- Series 60 3rd Edition (Symbian OS v9.1)
- Series 60 5th Edition (Symbian OS v9.4)
- UIQ2 (Symbian OS v7.0)
- UIQ3 (Symbian OS v9.1)

Esso consente la creazione di script con estensione .m i quali possono essere eseguiti direttamente sullo smartphone dall'ambiente di sviluppo o compilati col tool per la creazione di pacchetti di installazione.
Gli script .m possono poi essere compilati tramite l'apposito compilatore "Make SIS" presente sul sito stesso di mShell in file di installazione per Symbian con estensione .sis.